# Prywitne (Wolodymyr)
Prywitne (ukrainisch Привітне; russisch Приветное Priwetnoje, polnisch Świniuchy) ist ein Dorf in der Westukraine mit etwa 1300 Einwohnern (2001).

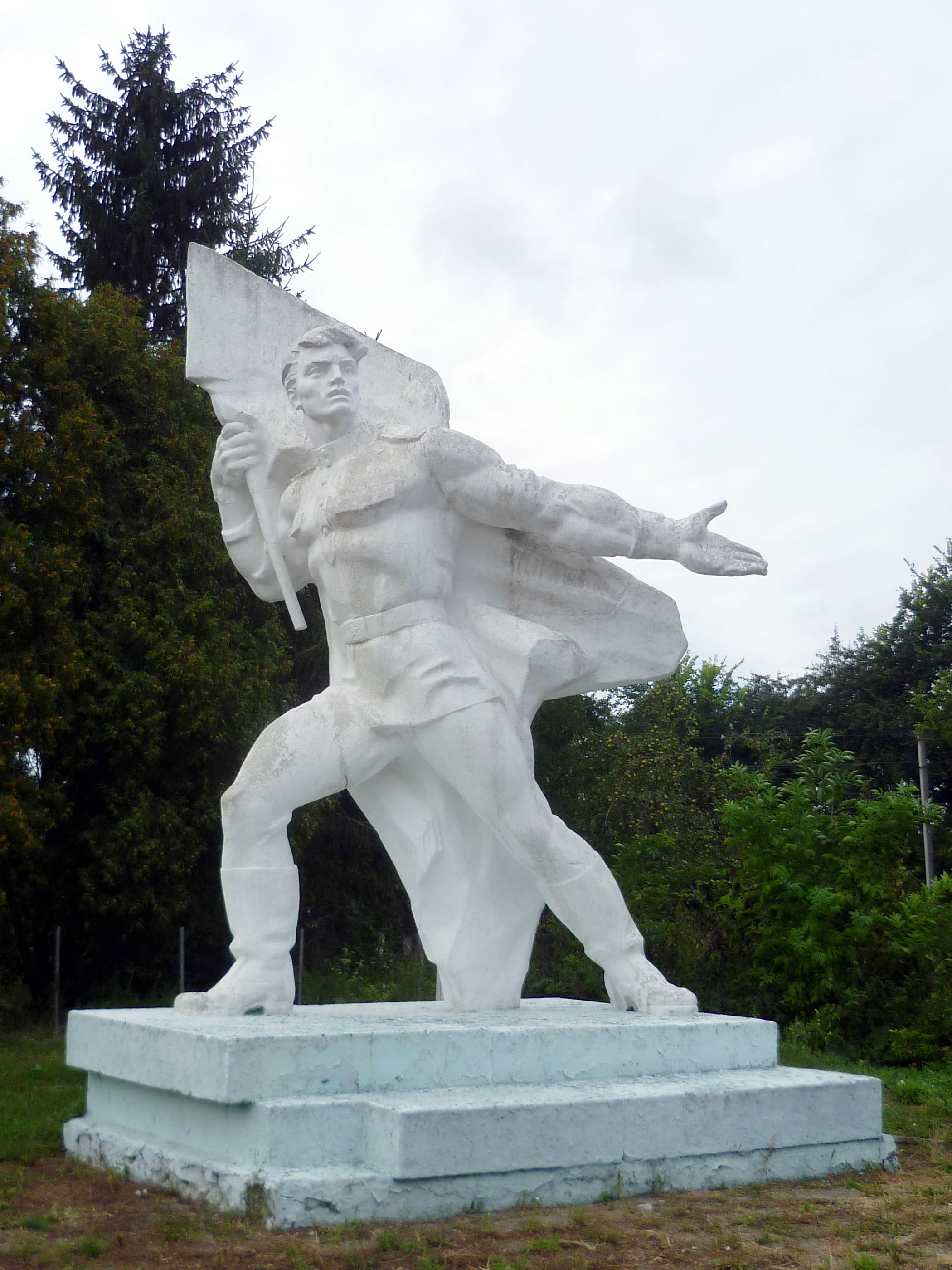
Denkmal im Ort

Prywitne liegt am Flüsschen Swynarka (Свинарка) im Rajon Wolodymyr der Oblast Wolyn, etwa 13 Kilometer südlich der ehemaligen Rajonshauptstadt Lokatschi und 41 Kilometer südwestlich der Oblasthauptstadt Luzk.
Am 12. Juni 2020 wurde das Dorf ein Teil der Siedlungsgemeinde Lokatschi, vorher war es ab dem 7. August 2018 das Zentrum der neugegründeten Landgemeinde Prywitne (Привітненська сільська громада Prywitnenska silska hromada). Zu dieser zählten auch noch die sechs Dörfer Bilopil (Білопіль), Bubniw (Бубнів), Kolpytiw (Колпитів), Korytnyzja (Коритниця), Kuty (Кути) und Lyniw (Линів). Bis dahin bildete das Dorf zusammen mit dem Dorf Korytnyzja die gleichnamige Landratsgemeinde Prywitne (Привітненська сільська рада/Prywitnenska silska rada) im Süden des Rajons Lokatschi.
Am 17. Juli 2020 wurde der Ort Teil des Rajons Wolodymyr.

## Geschichte
Der Ort wird 1157 zum ersten Mal schriftlich erwähnt und gehörte bis 1793 zur Woiwodschaft Bełz in der Adelsrepublik Polen-Litauen. Mit den Teilungen Polens fiel der Ort an das Russische Reich und lag dort bis zum Ende des Ersten Weltkriegs im Gouvernement Wolhynien.
Nach dem Ersten Weltkrieg kam der Ort zu Polen (in die Woiwodschaft Wolhynien, Powiat Horochów, Gmina Świniuchy). Im Zweiten Weltkrieg wurde er zwischen 1939 und 1941 von der Sowjetunion besetzt. Nach dem Überfall auf die Sowjetunion im Juni 1941 wurde er bis 1944 von Deutschland besetzt, dies gliederte den Ort in das Reichskommissariat Ukraine in den Generalbezirk Brest-Litowsk/Wolhynien-Podolien, Kreisgebiet Gorochow.
Nach dem Krieg wurde der Ort der Sowjetunion zugeschlagen. Dort kam das Dorf zur Ukrainischen SSR und seit 1991 ist es ein Teil der unabhängigen Ukraine. Bis 1964 trug der Ort den Namen Swynjuchy (Свинюхи).